# Чжан Лу (футболист)
Чжан Лу (кит. упр. 张鹭; 6 сентября 1987, Тяньцзинь) — китайский футболист, вратарь клуба «Тяньцзинь Цюаньцзянь». Выступал в национальной сборной КНР.

## Карьера

### Клубная карьера
Чжан Лу начал профессиональную карьеру в команде «Ляонин» в 2005 году после перехода из команды резервистов. До перехода в «Ляонин» выступал в родном городе «Тяньцзинь» за команду «Тяньцзинь Локомотив». Несмотря на молодость, достаточно быстро стал частью команды в дебютном сезоне, однако пока не был основным вратарём. К тому времени, как Чжан Лу стал первым номером, «Ляонин» по итогам сезона был вынужден покинуть высший дивизион, а сезон 2008 года клуб провёл в первой лиге. Игрок остался в команде, а затем уже в следующем сезоне вместе с ней вернулся в Суперлигу.

### Международная карьера
Чжан Лу был включён в сборную Китая на матчи Олимпийского турнира 2008 года, однако был только третьим вратарём сборной и в матчах участие не принял. Несмотря на то, что в матчах молодёжной сборной также не был основным голкипером, в первой сборной дебютировал в товарищеском матче против сборной Португалии 3 марта 2010 года, а его команда уступила со счётом 2-0.

## Достижения
- Ляонин Хувин:

Первая лига Китая по футболу: чемпион, 2009

## Статистика

### Клуб
Последнее обновление: 29 ноября 2013
| Сезон | Команда      | Страна | Дивизион | Матчи | Голы |
| ----- | ------------ | ------ | -------- | ----- | ---- |
| 2005  | ФК Ляонин    | Китай  | 1        | 5     | 0    |
| 2006  | ФК Ляонин    | Китай  | 1        | 17    | 0    |
| 2007  | ФК Ляонин    | Китай  | 1        | 20    | 0    |
| 2008  | Ляонин Хувин | Китай  | 1        | 19    | 0    |
| 2009  | Ляонин Хувин | Китай  | 2        | 24    | 0    |
| 2010  | Ляонин Хувин | Китай  | 1        | 25    | 0    |
| 2011  | Ляонин Хувин | Китай  | 1        | 21    | 0    |
| 2012  | Ляонин Хувин | Китай  | 1        | 27    | 0    |
| 2013  | Ляонин Хувин | Китай  | 1        | 15    | 0    |
| Всего | Всего        | Всего  | Всего    | 173   | 0    |

### Международная карьера
Последнее обновление:3 марта 2010
| Год   | Сборная | Матчи | Голы |
| ----- | ------- | ----- | ---- |
| 2010  | КНР     | 1     | 0    |
| Всего | Всего   | 1     | 0    |